# Thanduyise Khuboni
Thanduyise Abraham Khuboni (Clermont, Durban, Sudáfrica, 22 de mayo de 1986) es un futbolista sudafricano. Juega de centrocampista defensivo y actualmente se encuentra sin equipo.

## Selección nacional
Ha sido internacional con la selección sudafricana en 26 ocasiones. Jugó la Copa del Mundo de 2010 organizada en su país.

### Participaciones en Copas del Mundo
| Mundial                        | Sede      | Resultado      | Partidos | Goles |
| ------------------------------ | --------- | -------------- | -------- | ----- |
| Copa Mundial de Fútbol de 2010 | Sudáfrica | Fase de grupos | 1        | 0     |

## Clubes
| Club                     | País      | Año       |
| ------------------------ | --------- | --------- |
| Golden Arrows            | Sudáfrica | 2006-2014 |
| Mpumalanga Black Aces FC | Sudáfrica | 2014-2016 |
| Highlands Park FC        | Sudáfrica | 2016-2017 |
| Uthongathi FC            | Sudáfrica | 2020      |

## Palmarés

### Campeonatos nacionales
| Título | Club          | País      | Año  |
| ------ | ------------- | --------- | ---- |
| MTN 8  | Golden Arrows | Sudáfrica | 2009 |